# Mike La Marr
Mike La Marr (* 20. November 1962 in Zürich) ist ein Schweizer Radiomoderator.
Mike La Marr ist der Sohn des US-amerikanischen Sängers Moses La Marr. Er studierte zunächst zwei Jahre lang Chemie und absolvierte eine Ausbildung an einer Dolmetscherschule, bevor er über Umwege zu seiner Karriere als Konzertkritiker, Moderator der Sendung Tropical und dann festangestellter Moderator/Redaktor bei Radio Zürisee kam. 2001 ging er zu Radio SRF 1, wo er verschiedenste Sendungen moderierte. Insbesondere bekannt wurde La Marr durch das Mittwochabend-Quiz Knack & Nuss, das bis Ende Januar 2022 ausgestrahlt wurde. Seit April 2022 moderiert La Marr ein neues Quiz namens Lets Quiz Again immer montags von 22 bis 24 Uhr auf Radio SRF 1. Im teaterverlag elgg gab La Marr einige Mundartkomödien und -krimis heraus.

## Werke
- D'Liich i dr Badwanne. (1992)
- Die Leiche in der Badewanne(1995)
- De Wèrbespot (1994)
- Die Pferdediebe (1995)
- Chumm, mir stäled es Ross (1996)
- Ein tödliches Glas Rotwein (1998)
- Es töödlichs Glaas Rootwii (1999)
- D Waret über de Isidor Wanner (1999)
- Die Wahrheit über Isidor Wanner (1999)
- Sternenglück und Liebesschmerz (2002)
- Stärneglück und Seeleschmätter (2002)
- Mord i de Wöschchuchi (2004)
- Wächsel ooni Bad, oder, Härzlich willkomme im Skorpionzimmer! (2007)
- Wechsel ohne Bad, oder, Herzlich willkommen im Skorpionzimmer (2008)
- Mord auf Tele 1 (2015)
- Mord uf Tele 1 (2015)